# حسن أيوب
الشيخ حسن محمد أيوب (1918م - 16 يوليو 2008) هو كاتب وداعية إسلامي مصري.

## حياته ونشأته
من مواليد قرية فيشا الكبرى بمركز منوف بمحافظة المنوفية.
- تخرج في كلية أصول الدين جامعة الأزهر سنة 1949م،
- وعمل بعد تخرجه مدرِّسًا بوزارة التربية والتعليم،
- ثم موجِّهًا بوزارة الأوقاف، ثم مديرًا للمكتب الفني بها.
- انتقل بعد ذلك للعمل بدولة الكويت كواعظ وخبير ومؤلف،[2]
- ثم انتقل للعمل في المملكة العربية السعودية؛
- فَعُيِّنَ أستاذًا في الثقافة الإسلامية بجامعة الملك عبد العزيز،
- ثم أستاذًا بمعهد إعداد الدعاة بمكة المكرمة.

## اعتقاله
أعتقل في مصر لخمس أعوام، بسبب انتمائه لجماعة الإخوان المسلمين في عهد الرئيس الراحل جمال عبد الناصر.

## مؤلفاته[3]
1. الخلفاء الراشدون القادة الأوفياء وأعظم الخلفاء.
2. السلوك الاجتماعي في الإسلام.
3. السلوك الاجتماعي في الإسلام (إنجليزي).
4. الفقه الشامل.
5. تبسيط العقائد الإسلامية.
6. دليل الحج والعمرة.
7. رحلة الخلود.
8. فقه الأسرة المسلمة.
9. فقه الجهاد في الإسلام.
10. فقه الحج والعمرة.
11. فقه العبادات بأدلتها في الإسلام.
12. فقه المعاملات المالية في الإسلام.
13. قصص الأنبياء.
14. الجهاد والفدائية في الإسلام.
15. رسائل صغيرة في موضوعات مختلفة كالصلاة والحج
16. الموسوعة الإسلامية الميسرة (وهذه الموسوعة هي آخر ما كتب الشيخ، وتبلغ حوالي 50 جزءًا من القطع الصغير، وهي شاملة لكل كليات الإسلام وفروعه وعلومه ومعارفه المختلفة).

## وفاته
توفي مساء يوم الأربعاء 16 يوليو 2008 عن عمر يناهز التسعين عاما، وشيعت جنازته من مسجد الأشبكية بمدينة منوف، في ظهر الخميس 17 يوليو 2008م ودفن بمقابر الأسرة بمنوف.

## من تلاميذه
- خالد مشعل رئيس المكتب السياسي لحركة حماس
- محمد نزال القيادي بحركة حماس
- الداعية أحمد القطان
- الدكتور عزام التميمي
- الشيخ احمد سامي ابولبن - الدنمرك